# جیسون تردیمان
جیسون تردیمان (متولد ۲۱ دسامبر ۱۹۸۸) یک لژسوار آمریکایی است. تردیمان در المپیک زمستانی ۲۰۱۴ در سوچی، روسیه به رقابت با حریفان پرداخت. در همان جایی که در رقابت‌های سنگفرش دونفره با کریستین نیکوم، در رده یازدهم قرار گرفت. پس از بازنشستگی نیکوم بعد از بازیهای المپیک، تردیمان با متیو مورتنسن همگروه شد.